# スマイルス転位
スマイルス転位（スマイルスてんい、英: Smiles rearrangement）は、有機反応および転位反応の一つである。分子内芳香族求核置換反応に分類される。
Xはスルホン、スルフィド、エーテルなどアレーンから脱離できる任意の置換基。官能基鎖の末端のYはアルコールやアミン、チオールなどの求核性が強い基。
他の芳香族求核置換反応のようにオルト位の極性効果による活性化を必要とする。
トルース・スマイルス転位と呼ばれる改良型は、有機リチウムを使うことにより入ってくる求核性基の強い付加的活性を必要としない。この反応は、アリールスルホンからn-ブチルリチウムの作用によるスルフィン酸への変換によって実証された。
この反応はアルキルリチウムとそのオルト位のスルホンとの相互作用を必要とする。
概念的に関連する反応にチャップマン転位がある。
スマイルス転位のラジカル版が2015年にStephensonによって報告された。
林転位はスマイルス転位の陽イオン版と考えることができる。